# James Francis Hare
James Francis Hare, britanski general, * 1897, † 1970.